# Kreis Onsernone
Der Kreis Onsernone bildet zusammen mit den Kreisen Gambarogno, Isole, Locarno, Melezza, Navegna und Verzasca den Bezirk Locarno des Schweizer Kantons Tessin. Der Sitz des Kreisamtes ist in Onsernone.

## Gemeinden
Der Kreis setzt sich aus folgender Gemeinde zusammen:
| Wappen    | Name der Gemeinde | Einwohner 31. Dezember 2023 | Fläche in km² | BFS-Nr. |
| --------- | ----------------- | --------------------------- | ------------- | ------- |
| Onsernone | Onsernone         | 663                         | 105,39        | 5136    |